# 三重県道・岐阜県道106号桑名海津線
三重県道・岐阜県道106号桑名海津線（みえけんどう・ぎふけんどう106ごう くわなかいづせん）は、三重県桑名市から岐阜県海津市に至る一般県道である。通称は中堤道路。

## 概要
三重県桑名市大字福島から岐阜県海津市海津町油島に至る。
全区間が木曽三川分流工事で築かれた長良川と揖斐川の背割堤を含む堤防の上を通っている。道路の両端は草むらでその先が川のため、転落事故に注意する必要がある。沿線は木曽三川や多度山など桑名市を特徴づける景観が広がっており、桑名市景観計画では景観重要道路に指定されている。
三重県桑名市大字福島の中堤入口交差点（国道1号交点）が起点。国道1号伊勢大橋の中ほどから分岐するかたちになっている。堤防の上を北進し、いったん桑名市長島町に入る。岐阜県海津市に入り、同市海津町油島の長良川大橋西交差点（岐阜県道・三重県道23号北方多度線など交点）が終点。大半が三重県であり、岐阜県部分は終点以南の1 kmほどである。起点から終点直前の岐阜県道220号安八海津線の交差点まで、約8 kmにわたって分岐・接続する道路がない。沿道に民家はなく、街灯もほとんど設置されていない。なお、背割堤の一部には長島輪中の旧輪中堤が転用されている関係上、一部区間は陸路で接していない旧長島町（現在は桑名市）を通過している。

### 路線データ
- 始点：三重県桑名市大字福島（中堤入口交差点、国道1号交点）
- 終点：岐阜県海津市海津町油島（長良川大橋西交差点、岐阜県道・三重県道23号北方多度線・愛知県道・岐阜県道・三重県道125号佐屋多度線交点、岐阜県道195号岐阜千本松原公園自転車道線終点）

## 歴史
詳しい建設経緯は不明である。国道258号など木曽三川に沿った道路の整備に合わせてこの道路も開設されたのではないか、とする説がある。元は市町道であったが、1977年（昭和52年）に県道に昇格した。

## 路線状況
三重県桑名市と岐阜県海津市を結ぶ重要路線であり、途中に信号機がないため抜け道として利用される。ただし夜になると周囲は真っ暗になるため通行車両は減少する。

### 通称
- 三重県

- 中堤道路（桑名市 - 岐阜県海津市）

### 交通量
| 地点                     | 平日12時間        | 平日24時間        |
| 地点                     | 2005年度⇒2010年度 | 2005年度⇒2010年度 |
| ------------------------ | ----------------- | ----------------- |
| 三重県桑名市長島町下坂手 | 3,833台⇒3,059台   | 5,060台⇒4,007台   |
| 岐阜県海津市             | 3,833台⇒3,783台   | 5,136台⇒4,956台   |

### 交通規制
近鉄名古屋線とJR東海関西本線のガード下はポンプで排水を行っているが、処理能力を超えて冠水した場合、通行止めになることがある。

## 地理

油島千本松締切堤上の三重県道・岐阜県道106号桑名海津線

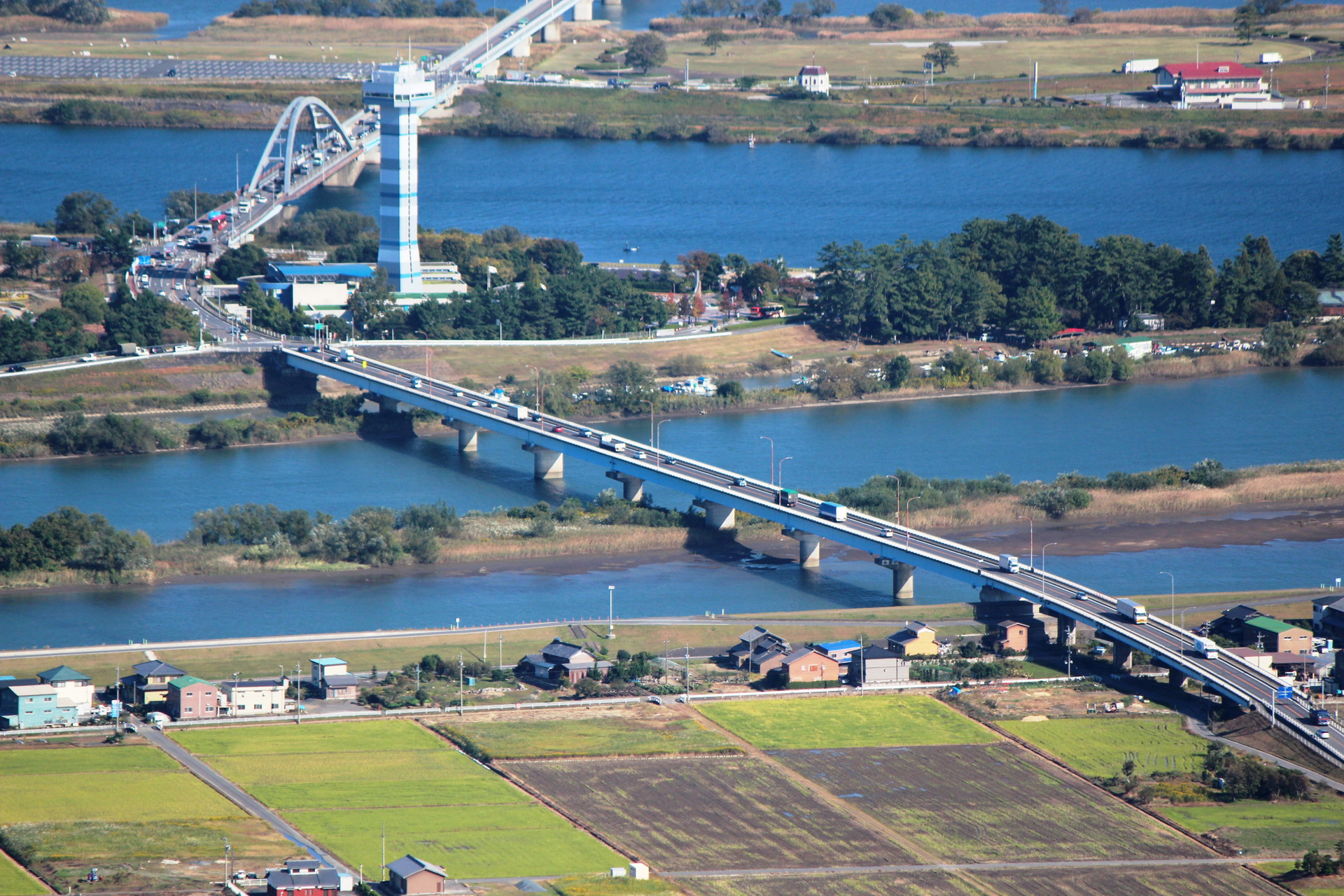
終点となる油島大橋の交差点

### 通過する自治体
- 三重県
  - 桑名市
- 岐阜県
  - 海津市

### 交差する道路
| 交差する道路 | 都道府県名 | 市町村名 | 交差する場所 | 交差する場所              |
| --- | ---------- | -------- | ------------ | ------------------------- |
| 国道1号 | 三重県     | 桑名市   | 大字福島     | 中堤入口交差点 / 起点     |
| 岐阜県道220号安八海津線                                                                                              | 岐阜県     | 海津市   | 海津町油島   |                           |
| 岐阜県道・三重県道23号北方多度線 愛知県道・岐阜県道・三重県道125号佐屋多度線 岐阜県道195号岐阜千本松原公園自転車道線 | 岐阜県     | 海津市   | 海津町油島   | 長良川大橋西交差点 / 終点 |

### 交差する鉄道
- 近鉄名古屋線
- 関西本線

### 沿線
- 長良川
- 長良川河口堰
- 揖斐川
- 伊勢大橋
- 千本松原
- 治水神社
- 木曽三川公園センター
- 長良川大橋